# Trachylepis chimbana
Trachylepis chimbana (чімбанська мабуя) — вид сцинкоподібних ящірок родини сцинкових (Scincidae). Мешкає в Анголі і Намібії.

## Поширення і екологія
Чімбанські мабуї мешкають на південному заході Анголи та на північному заході Намібії. Вони живуть серед скельних виступах в сухих саванах, на висоті від 10 до 1000 м над рівнем моря. Ведуть денний спосіб життя. Живляться дрібними безхребетними.